# 埼玉県立鶴ヶ島高等学校
埼玉県立鶴ヶ島高等学校（さいたまけんりつ つるがしまこうとうがっこう）は、埼玉県鶴ヶ島市に所在した公立の高等学校。通称は「鶴高」（つるこう）。

## 設置学科
- 普通科

## 沿革
- 1982年（昭和57年） - 埼玉県立鶴ヶ島高等学校開校
- 2008年（平成20年） - 埼玉県立毛呂山高等学校と統合され、埼玉県立鶴ヶ島清風高等学校となる。（設置場所は鶴ヶ島高校の現在地）

- 教育目標：全力をつくす 自らを厳しく 心ゆたかに

## 主な卒業生
- だいたひかる

## 交通
- 東武越生線一本松駅下車徒歩15分。